# Einhandsegler (Album)
Einhandsegler ist das 21. Studioalbum des deutschen Liedermachers Reinhard Mey.

## Inhalt
Die 14 von Reinhard Mey getexteten und komponierten Lieder befassen sich meist mit alltäglichen Problemen und deren Bewältigung. Themen sind unter anderem Trost, den er seinem Freund im Lied Kurti spendet, sowie Doktor Berenthal kommt und Paradies. Der Titelsong Einhandsegler vergleicht das Leben mit der Bewältigung des Meeres, ein weiteres Lied, das die Seefahrt als Metapher darstellt und ebenfalls das Thema Trost beinhaltet, ist Ich bring dich durch die Nacht. Auf erfolgreiche Erlebnisse blickt Das war ein guter Tag zurück. Den Schluss bildet das Liebeslied Lass Liebe auf uns regnen.

## Produktion
Die in Berlin und Aachen aufgenommenen Lieder wurden von den Tonmeistern Jonas Gottfriedsen, Alex Jacobi und Manfred Leuchter gemischt, Leuchter übernahm auch das Arrangement und die Produktion. Für das Mastering war Bernie Grundman in Los Angeles zuständig. Die Fotos des Booklets stammen von Thomas Dufflé. Mey bedankt sich darin bei seiner Frau Hella „für das Boot, den Ocean und den Hafen“.

## Titelliste
1. Ich bring’ dich durch die Nacht – 5:07
2. Heimatlos – 4:28
3. Doktor Berenthal kommt – 6:30
4. Serafina – 7:09
5. Paradies – 5:29
6. Chef – 3:46
7. Kurti – 3:58
8. Wenn ich betrunken bin – 5:15
9. Einhandsegler – 4:56
10. Der Marder – 4:04
11. Erbarme dich – 7:25
12. Das war ein guter Tag – 6:18
13. Das wahre Leben – 4:26
14. Laß Liebe auf uns regnen – 5:31

## Tour
Die Einhandsegler-Tour vom 20. September bis zum 11. November 2000 umfasste 60 Städte in Deutschland, Österreich und der Schweiz. Dazu erschien am 20. April 2001 das Livealbum Solo – die Einhandsegler Tournee.

## Rezeption

### Charts und Chartplatzierungen
| ChartsChartplatzierungen | Höchstplatzierung | Wochen |
| ------------------------ | ----------------- | ------ |
| Deutschland (GfK)        | 7 (27 Wo.)        | 27     |
| Österreich (Ö3)          | 22 (6 Wo.)        | 6      |

| ChartsJahrescharts (2000) | Platzierung |
| ------------------------- | ----------- |
| Deutschland (GfK)         | 74          |

### Auszeichnungen für Musikverkäufe
| Land/Region        | Auszeichnungen für Musikverkäufe (Land/Region, Auszeichnung, Verkäufe) | Verkäufe |
| ------------------ | ---------------------------------------------------------------------- | -------- |
| Deutschland (BVMI) | Gold                                                                   | 150.000  |
| Insgesamt          | 1× Gold ·                                                              | 150.000  |